# Jaldhaka
Die Jaldhaka (auch Di Chu; Nepali जलढका) ist ein rechter Nebenfluss des Brahmaputra in Bhutan, Bangladesch sowie in den indischen Bundesstaaten Sikkim und Westbengalen.
Die Jaldhaka hat ihren Ursprung in einem Bergsee in East Sikkim im Himalaya nahe der bhutanesischen Grenze auf einer Höhe von etwa 4300 m. Von dort fließt sie in überwiegend südlicher Richtung durch das Gebirge. Auf einer Strecke von etwa 20 Kilometern durchquert der Fluss den äußersten Westen von Bhutan. Nahe Bindu wird sie vom Bindu-Damm aufgestaut. Die Jaldhaka fließt in südlicher Richtung und bildet dabei die Staatsgrenze zwischen Indien und Bhutan. Bei (⊙) befindet sich ein 27 MW-Wasserkraftwerk am Flusslauf. Es besteht aus 5 Einheiten, die in den Jahren 1967–1983 in Betrieb genommen wurden.
Die Jaldhaka verlässt das Bergland und durchfließt die westbengalische Tiefebene in südlicher, später in südsüdöstlicher Richtung. Sie nimmt dabei mehrere Nebenflüsse auf, darunter Murti von rechts und Diana von links. Die Jaldhaka trägt im Unterlauf oberhalb der Grenze zu Bangladesch auch die Bezeichnung Singimari. Auf den letzten Kilometern in Bangladesch wird der Fluss als Dharla geführt. Schließlich mündet der Fluss bei Kurigram in den Brahmaputra.
Die Flusslänge der Jaldhaka beträgt etwa 250 km. Das ca. 4800 km² große Einzugsgebiet der Jaldhaka grenzt im Osten an das der Torsa und im Westen an das der Tista.